# Уткин, Василий Вячеславович
Васи́лий Вячесла́вович У́ткин (6 марта 1972, Балашиха, Московская область — 19 марта 2024, Москва) — российский спортивный журналист и телекомментатор, теле- и радиоведущий, блогер, шоумен и актёр.
Василий Уткин получил известность в середине 1990-х годов как футбольный комментатор телеканалов НТВ и «НТВ-Плюс», спортивный журналист и ведущий телепередачи «Футбольный клуб», которую, после её прекращения показа по телевидению, до последних дней жизни выпускал на собственном YouTube-канале. С 2000 по 2022 год вёл радиоверсию «Футбольного клуба» на «Эхо Москвы». Лауреат премии «ТЭФИ» в номинации «Лучший спортивный комментатор» в 2004 и 2005 годах.
С 1 сентября 2010 по 31 августа 2015 года являлся главным редактором спортивных каналов «НТВ-Плюс». В 2013—2015 годах вёл развлекательные шоу на телеканале СТС. С 1 ноября 2015 по 5 февраля 2016 года был сотрудником телеканала «Матч ТВ». С 3 марта 2016 года по 13 мая 2017 года являлся комментатором телеканала Eurosport.
Бывший совладелец портала sports.ru. В качестве актёра сотрудничал с «Квартетом И». В 2016 году Уткин открыл бесплатную школу спортивной журналистики. С 2017 года являлся владельцем медиафутбольного клуба «Эгриси».
По мнению ряда коллег, футболистов и СМИ, Уткин создал язык и образ современной спортивной журналистики в России, а также являлся самым талантливым и узнаваемым русскоязычным футбольным комментатором своего времени.

## Ранние годы
Родился 6 марта 1972 года в Балашихе. Отец, Вячеслав Николаевич (ум. 2014), — учёный-физик. Мать, Наталья Игоревна, — врач. Старшая сестра — Анна. Дед по материнской линии, Игорь Юрьевич Губанов, — был педагогом, директором школы № 11 в Балашихе. По заявлению Василия Уткина, в его семье было девять человек, которые были расстреляны во время Большого террора.
Учился в балашихинской школе № 2. Был комсомольцем, вожатым в пионерском лагере.
После окончания пятого курса Московского педагогического государственного университета решил взять академический отпуск, но в дальнейшем так и не вернулся к учёбе, поскольку журналистская карьера пошла в гору. Диплома о высшем образовании не получил.

## Карьера
Начал свою телевизионную карьеру 17 марта 1989 года в качестве репортёра программы «Взгляд». В 1992 году стал редактором в программе Александра Политковского «Политбюро».
17 марта 1994 года Уткин стал сотрудником недавно образованной частной телекомпании НТВ. До создания вместе с Дмитрием Федоровым информационно-аналитической передачи «Футбольный клуб» делал на НТВ новостные репортажи (например, про Дерево Дружбы в Сочи в апреле 1994 года).

### Спортивная журналистика
В 1994—1999, 2000—2001 и 2004—2006 годах вёл «Футбольный клуб» на телеканале НТВ. Первый эфир с его участием состоялся 27 мая 1994 года, до него программу вёл Олег Винокуров.
Работал на ряде Олимпийских игр в период с 1996 года. В составе бригад НТВ и «НТВ-Плюс» Уткин выезжал на Игры в Атланту, Нагано, Афины, Турин, Пекин и Лондон. Во время Олимпиады в Солт-Лейк-Сити комментировал соревнования из Москвы и вёл программу «Ночной разговор», в рамках которой беседовал с приглашённым гостем в студии и отвечал на телефонные звонки телезрителей.
Есть люди в творчестве, которые меняют профессию. Уткин сделал это в профессии спортивного комментатора. Он изменил язык комментария. В художественной литературе на это способны только великие литераторы. Вася любил литературу и прекрасно знал её. И он стал комментировать первым в постсоветское время на ярком, современном, изысканном русском языке. Вася изменил язык профессии спортивного комментатора.
С 1996 по 2015 год регулярно комментировал различные футбольные трансляции на телеканалах НТВ и «НТВ-Плюс Спорт», преимущественно — матчи испанского чемпионата, РФПЛ и Лиги чемпионов. Лауреат премии «ТЭФИ» в номинации «Лучший спортивный комментатор» в 2004 и 2005 годах. Первый свой репортаж провёл осенью 1996 года — комментировал матч Кубка УЕФА между «Динамо» (Тбилиси) и «Торпедо» (Москва). Далее работал на четырёх финалах Лиги чемпионов УЕФА — в 2000 (в паре с Владимиром Маслаченко), 2001 (только на «НТВ-Плюс»), 2004, 2011 годах. Комментировал матчи чемпионатов мира и Европы 2000 для «НТВ-Плюс» и украинского телеканала СТБ, 2002 и 2008 годов для «НТВ-Плюс». Среди них — финальные матчи ЧЕ-2000 и ЧЕ-2008, последний — в паре с Юрием Розановым. Комментировал на внештатной основе матчи Евро-2004 и ЧМ-2006 для телеканалов «Россия» и «Спорт».
Василий Уткин был не просто профессиональным комментатором. Он создал новое направление в российском спортивном телевидении. Считаю, среди российских комментаторов, после советской плеяды, он был, бесспорно, номер один.
По мнению Уткина, в 1999 году программа «Футбольный клуб» на НТВ была закрыта вследствие интриг Савика Шустера. После этого Шустер смог создать свою футбольную передачу «Третий тайм», которая по версии российского журналиста провалилась. После этих событий Уткин считает своего бывшего коллегу непорядочным человеком. В связи с тем, что руководство НТВ стало позиционировать Шустера как новое «футбольное лицо» канала, в марте 2000 года Уткин раздумывал относительно ухода с НТВ на РТР вслед за Олегом Добродеевым, но уже через несколько недель передумал, ибо его авторскую программу восстановили в сетке вещания НТВ.
С 3 апреля по 15 сентября 1999 года Уткин был спортивным колумнистом газеты «Коммерсантъ». С 1999 по 2000 год работал постоянным автором портала «Газета.ру». С осени 2001 года работал редактором отдела «Спорт» газеты «Газета», до 2004 года регулярно писал свои колонки и статьи в данную газету и общался с посетителями персонального интернет-форума на её сайте. Также являлся обозревателем газеты «Советский спорт» (2000—2017) и журнала «PROспорт» (2005—2007), одно время публиковался в «Известиях» (1999—2001), «Еженедельном журнале» (2002) и русской версии журнала GQ (2003). В конце 1990-х, начале 2000-х годов вёл раздел «Футбол с Василием Уткиным» на Интернет-портале «Sports.ru». В 2006—2013 и 2015—2016 годах вёл там же блог «Русский бомбардир».
С марта 2000 по февраль 2022 года регулярно выступал в роли гостя передачи «Футбольный клуб» на радио «Эхо Москвы». С осени 2008 и по 20 августа 2010 года вёл аналитическую передачу «Утренний разворот» на этой же радиостанции, где обсуждались разнообразные экономические и общественно-политические вопросы. До 6 июня 2014 года совместно с Антоном Орехом делал передачу «Русский бомбардир», замышлявшуюся в качестве вечернего «Разворота».
С 2001 по 2003 год появлялся на основном канале НТВ только как комментатор футбольных матчей Лиги чемпионов.
С февраля 2005 по декабрь 2012 года вёл, по собственному утверждению, «информационно-житейскую» передачу «Футбольный клуб» по пятницам вечером на канале «НТВ-Плюс Футбол», изначально с Дмитрием Фёдоровым, с 2006 года — единолично. С 2006 по 2008 год на внештатной основе комментировал некоторые футбольные трансляции на телеканале «РЕН ТВ».

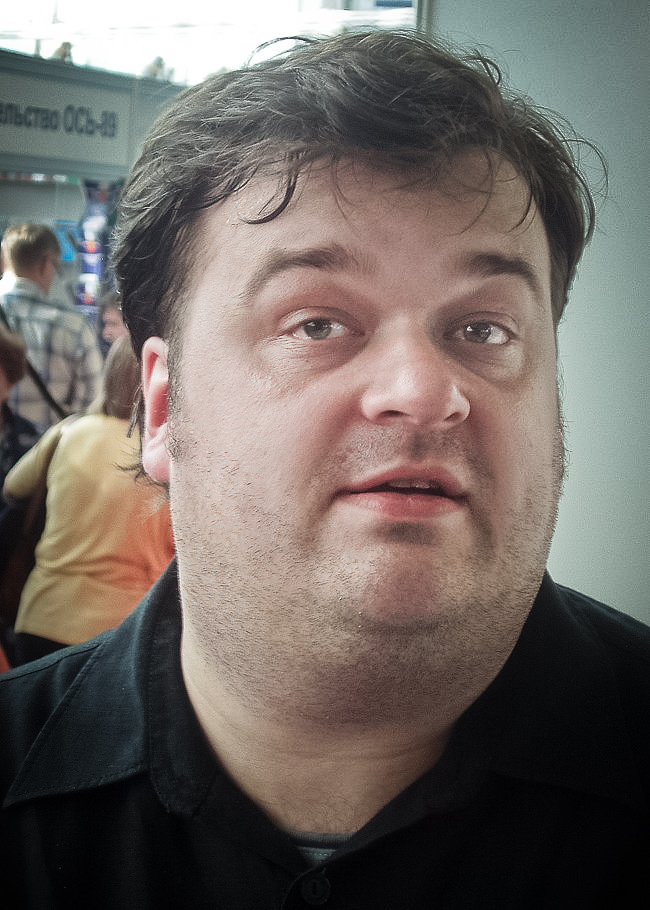
Василий Уткин в 2008 году

11 июля 2010 года, сразу же после финала ЧМ-2010 объявил о завершении своей деятельности в программе «Футбольный клуб» на телеканале «НТВ-Плюс Футбол». Затем последовала информация о возможном переходе Уткина с «НТВ-Плюс» на ВГТРК. После некоторых раздумий комментатор решил не менять место работы и остаться на «НТВ-Плюс».
С 1 сентября 2010 по 31 августа 2015 года являлся главным редактором спортивных телеканалов «НТВ-Плюс».
В 2011 году принял решение вернуться в «Футбольный клуб» — вёл программу до 21 декабря 2012 года. 4 марта 2013 года объявил о закрытии программы. В 2012 году Уткин вместе с Юрием Розановым отправились комментировать матчи Евро 2012 на украинском телеканале «Футбол».
Должен был комментировать ряд видов спорта на Олимпиаде 2014 года в Сочи, а также церемонии открытия и закрытия Игр, но не смог этого сделать по состоянию здоровья, так как в конце января перенёс тяжёлую операцию.
С 28 октября 2015 года работал на телеканале «Матч ТВ» комментатором футбола, ведущим шоу «Все на Матч!», а также документального телецикла «Рио ждёт!». 12 января 2016 года Уткин был отстранён от ведения репортажей на данном телеканале, затем — выведен за его штат вместе с ещё несколькими коллегами. Окончательно покинул телеканал 5 февраля того же года. После ухода с телеканала трудоустроился в газету «Советский спорт», где с 2000 года выступал в качестве колумниста.
С 3 марта 2016 года по 13 мая 2017 года являлся комментатором телеканала Eurosport. Василий Уткин дебютировал в MLS в прямом эфире телеканала «Eurosport 2» во время матчей «Нью-Йорк Сити» — «Торонто» (13 марта в полночь) и «Филадельфия Юнион» — «Нью-Инглэнд Революшн». В мае-июне 2016 года комментировал теннисный турнир «Ролан Гаррос» на том же телеканале.
В начале апреля 2016 года рядом интернет-сайтов была опубликована информация, что на время чемпионата Европы во Франции Василий Уткин станет одним из футбольных комментаторов на «Первом канале». Предполагалось, что первым матчем с его комментарием на Евро-2016 будет встреча между сборными России и Англии в Марселе 11 июня. В мае того же года Уткин объявил, что не будет комментировать чемпионат ни на одном российском федеральном телеканале. Вместо этого он прокомментировал матчи турнира на радиостанции «Спорт FM». Как рассказал сам телекомментатор в январе 2018 года, в то время он уже был готов оформлять аккредитацию, открывать визу и ехать на турнир от телеканала, но почти сразу узнал о запрете на комментирование, пролоббированном «Газпром-Медиа Холдингом».
С июня 2016 по август 2018 года Уткин выступал в качестве эксперта на радио «Спорт FM». В августе 2016 года Уткин открыл бесплатную школу спортивной журналистики, рассчитанную на молодых людей от 16 до 21 года.
23 апреля 2017 года объявил о сотрудничестве с любительским футбольным клубом «Эгриси», выступавшим в третьем дивизионе Северо-Восточной Лиги ЛФЛ Москвы (8Х8). Уткин стал спонсором и владельцем клуба. В 2019 году команда играла в высшем дивизионе. В 2022 году клуб принял участие во втором сезоне Медийной футбольной лиги.
13 мая 2017 года Уткин объявил о завершении карьеры футбольного комментатора. Последним репортажем Уткина на тот момент стал матч 1/2 финала плей-офф Чемпионшип «Фулхэм» — «Рединг» на телеканале Eurosport 1.
«Это был мой последний репортаж на очень долгое время. Я решил прекратить деятельность в качестве футбольного комментатора, телекомментатора. Нужно говорить себе честно, что телевидение без телевидения невозможно. Я очень благодарен телеканалу «Евроспорт» и вам, нашим зрителям, но мне, конечно, нужны другие вызовы. А здесь, на «Евроспорте», на моём месте должен работать молодой парень, который делает себе имя. Поэтому я прощаюсь с вами на неопределённый срок. До свидания. Но до свидания».
Впоследствии рассказывал, что ушёл с канала Eurosport в связи с тем, что на нём показывались исключительно второразрядные футбольные трансляции «невысокого качества».
18 августа 2017 года сообщил, что возвращается к комментаторской деятельности в виде работы на матчах чемпионата Испании, которые транслировались в социальной сети «ВКонтакте» компанией «Сила-ТВ».
9 июня 2018 года Уткин объявил о том, что будет комментировать матчи чемпионата мира по футболу в России на «Первом канале». К этому событию телеканал выпустил промо-ролик с участием комментатора. Прокомментировав на «Первом канале» один матч (Португалия — Испания), 19 июня Уткин заявил о прекращении сотрудничества с ним:
«Дорогие мои, я должен сделать короткое заявление. Действительно, обстоятельства сложились таким образом, что я больше не буду комментировать матчи чемпионата мира по футболу на «Первом канале». Мы расстались с «Первым каналом» с взаимным уважением, с моей стороны — с благодарностью. Вы, конечно, хотите знать, почему так получилось. Я прошу вас уважать моё право, а я хочу об этом не говорить. Прошу вас уважать моё право на частную жизнь, не беспокоить меня звонками и сохранять мою приватность. Я продолжу говорить о чемпионате мира так, как я этого хочу и сочту это нужным, у себя в социальных сетях, и в частности, на своём канале в YouTube. На этом всё, играйте в футбол».
В июне 2018 года Василий Уткин возобновил программу «Футбольный клуб» на своём авторском канале в YouTube.
С 2021 года время от времени комментировал на «Окко Спорт» английскую Премьер-Лигу и Ла Лигу.
Являлся постоянным экспертом «Рейтинга букмекеров» с 2022 года.

### Другие проекты
С 2001 года, после второго закрытия первой версии программы «Футбольный клуб» в связи с захватом НТВ, Уткин также начал выступать в качестве ведущего развлекательных программ, поскольку недолгое время после вышеупомянутых событий он рассматривал в перспективе возможность собственного ухода из спортивной журналистики. Наиболее известными из развлекательных программ, которые он вёл, являются музыкальное шоу «Земля-Воздух» на канале ТВ-6, «Стенка на стенку» на «Первом канале» и реалити-шоу «Голод» на канале ТНТ. В 2004 году несколько раз принимал участие в качестве члена жюри Высшей лиги КВН. С 2003 года снова стал сотрудничать с НТВ как автор репортажей в программе «Личный вклад» и ведущий передач. С 2002 по 2003 год был ведущим спортивных новостей и одного документального фильма на канале ТВС.
С весенней серии 2007 года по зимнюю серию 2010 года являлся членом команды Алексея Блинова по игре «Что? Где? Когда?». Один из пяти комментаторов русских версий игр EA Sports FIFA (2007—2010).

Соведущий программы «История российского юмора» Бориса Корчевникова, выходившей в 2013 году на СТС. В том же 2013 году вёл программу «Голеностоп-шоу» с Михаилом Шацем на канале НТВ-Плюс «Наш футбол».

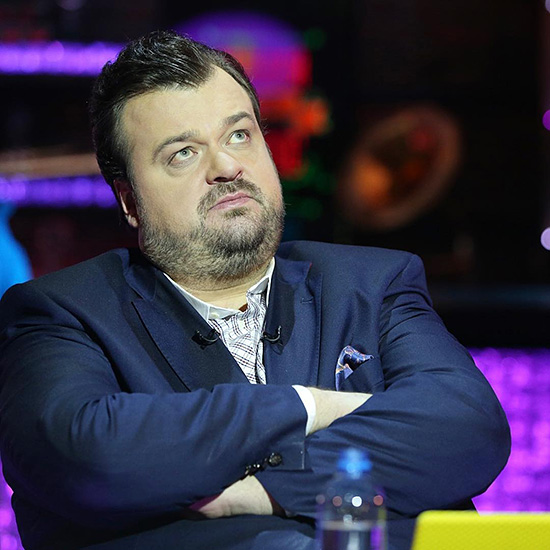
Василий Уткин в шоу «Большой вопрос» на канале СТС, 2015 год

С 2014 по 2015 год вёл передачу «Большой вопрос» на канале СТС с Дмитрием Кожомой и Александром Якушевым.
15 июля 2016 года был назначен креативным директором сети пабов «Джон Донн». В 2016 году Уткин стал голосом мобильного приложения Яндекс Навигатор. 2 августа вышло обновление с озвучкой Уткина. В октябре 2016 года снялся в клипе на песню вымышленного певца Зиновия Биртмана «Человек-говно».
С 26 февраля 2017 года вместе с Владимиром Стогниенко озвучивал шоу «Битвы роботов» на телеканале Discovery Channel.
23 апреля 2017 года объявил о сотрудничестве с любительским футбольным клубом «Эгриси», выступавшим в третьем дивизионе Северо-Восточной Лиги ЛФЛ Москвы (8Х8). Уткин стал спонсором и владельцем клуба. В 2019 году команда играла в высшем дивизионе. В 2022 году клуб принял участие во втором сезоне Медийной футбольной лиги.

## Личная жизнь
Был женат. Также состоял в фактическом браке с коллегой Натальей Пакуевой, впоследствии она вышла замуж за футболиста Сергея Игнашевича. Детей не имел.
Был другом Валерия Карпина и Сергея Шнурова, поддерживал отношения с бывшим президентом ФК «Локомотив» (Москва) Ольгой Смородской.

### Спортивные предпочтения
В детстве поддерживал команды «Спартак» (Москва), «Реал» (Мадрид), «Ювентус» (Турин). Также поддерживал такие команды, как казанский «Рубин», лондонский «Челси» и испанский «Атлетико Мадрид». Любимым футболистом был Мишель Платини.

### Борьба с лишним весом
Долгое время Уткин боролся с лишним весом, который на пике достигал 230 кг (при росте 200 см). После операции в Германии в 2014 году он похудел до 125 кг, но к 2023 году вновь весил более 200 кг. Уткин заявлял, что за свою жизнь скинул более 350 кг лишнего веса.

### Смерть
19 марта 2024 года Василия Уткина экстренно доставили в кардиологическое отделение московской клинической больницы № 1 имени Пирогова. Врачи диагностировали у него острую сосудистую недостаточность. Уткина подключили к аппарату ИВЛ, но реанимационные действия не принесли результата. Причиной смерти стала тромбоэмболия лёгочной артерии.
Соболезнования в связи со смертью Уткина выразили коллеги по спортивной журналистике, футбольные клубы РПЛ и другие известные личности. 21 марта перед началом товарищеского футбольного матча между сборной России и сборной Сербии болельщики почтили память комментатора минутой молчания.
Прощание с Уткиным прошло 23 марта в Центральной клинической больнице Управления делами Президента России.
Похоронен в Балашихе на Никольско-Трубецком кладбище при храме Рождества Пресвятой Богородицы.

## Общественная позиция

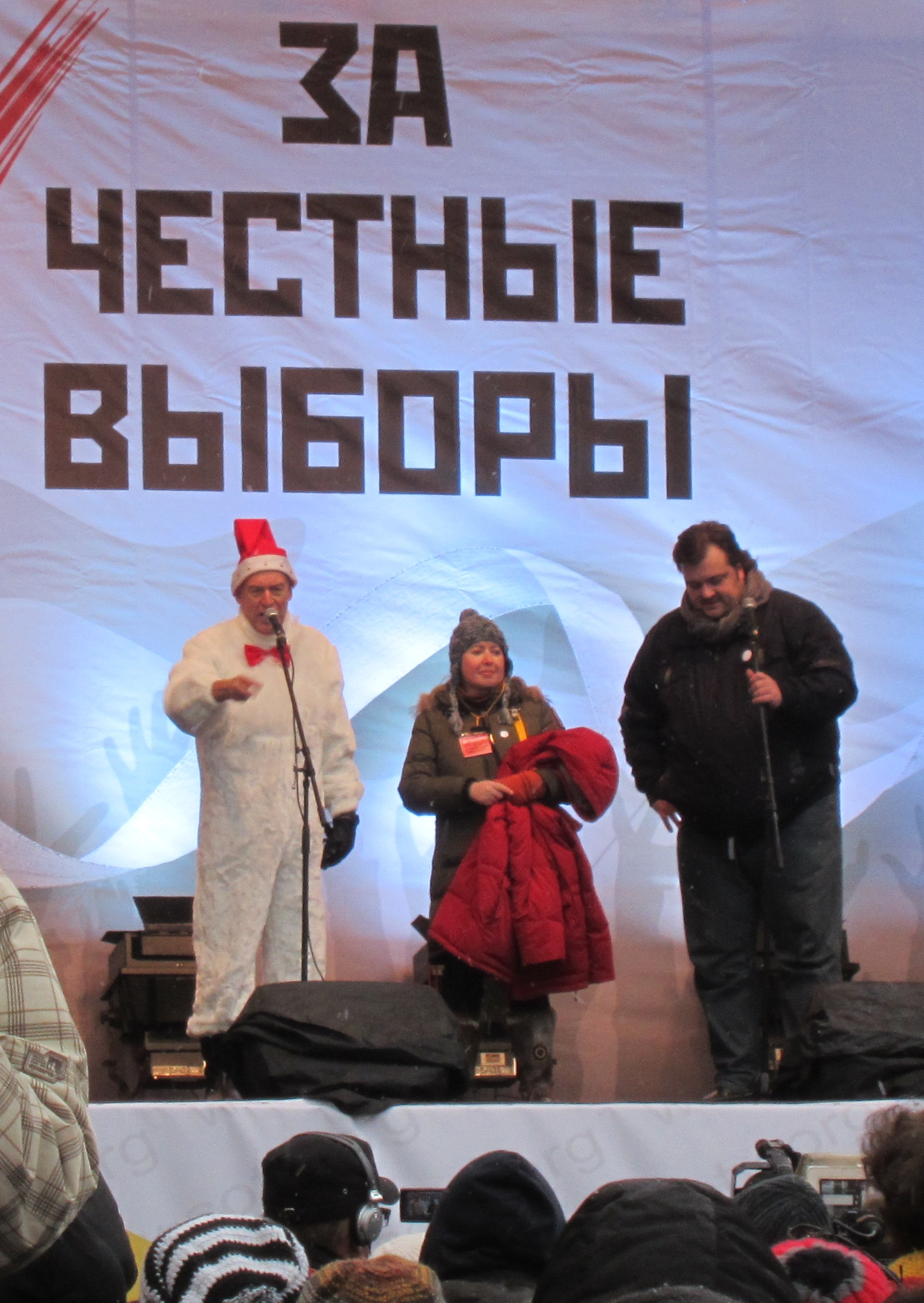
Василий Уткин (крайний справа) с Артемием Троицким и Ольгой Романовой на митинге 24 декабря 2011 года

Василий Уткин регулярно высказывался на политические темы и артикулировал либеральные взгляды, при этом либералом себя не считал.
В разное время также подписывал открытые письма и обращения в поддержку фонда Мананы Асламазян «Образованные медиа» (бывший «Интерньюс»), в поддержку Светланы Бахминой, а также в связи с избиением Олега Кашина.
24 декабря 2011 года принимал участие в митинге «За честные выборы» на проспекте Сахарова в качестве одного из ведущих — вместе с Ольгой Романовой и Владимиром Рыжковым.
В июне 2015 года в интервью Илье Азару он так сформулировал свою общественную позицию:

— Комментатор может высказываться о политике?
— Я не считаю себя человеком с выраженными политическими убеждениями. Иногда что-то вызывает усмешку, что-то — удовлетворение, иногда из-за чего-то «…вскипает как волна», и ничего не можешь с собой поделать. Потом жалеешь. Но я не занимаюсь ни политической, ни общественной деятельностью, у меня ни на что нет времени, ведь мне надо десять или больше матчей в неделю посмотреть. Но иногда, когда мне кажется это важным, я отстаиваю свою гражданскую позицию. <…>
— То есть политических убеждений у вас фактически нет?
— Почему? Глобальные есть. Я, безусловно, человек либеральных убеждений, но как любой нормальный человек я просто не успеваю выработать свою позицию по любому значимому вопросу.

В марте 2020 года Уткин подписал обращение против принятия поправок к Конституции РФ, предложенных президентом Путиным.
В апреле 2020 года в интервью украинской журналистке Алесе Бацман он назвал аннексию Крыма и развязывание войны в Донбассе «большой исторической ошибкой Путина». В октябре того же года в интервью Дмитрию Гордону Уткин заметил, что отчасти ответственность за эти события лежит и на Украине, иронично сравнив случившееся с уходом жены к соседу.
В октябре 2020 года Уткин заявил: «Для меня в войне за Арцах/Карабах (алфавитный порядок) ключевое — что Азербайджан воюет за территорию и престиж. Ещё за месть. А живущие внутри и снаружи армяне — за свою жизнь. Вторая цель мне ясна, так сделает каждый. Первая же — чужда. Жизни в Арцахе святее земли в Карабахе».
В феврале 2022 года высказался против вторжения России на Украину.

## Резонансные эпизоды
28 июня 2011 года в своей конференции на Sports.ru Уткин на приглашение организатора принять участие в молодёжном форуме на Селигере ответил нецензурной бранью. Этот случай получил широкую известность.
25 октября 2011 года в нетрезвом виде провёл эфир радиопередачи «Футбольный клуб» на радио «Эхо Москвы».
18 июля 2013 года в своём твиттере написал «Одно у меня желание: Владимир Владимирович, будь здоров, живи долго! Прям до суда», в связи с делом «Кировлеса», и был на год отстранён от комментирования матчей на НТВ, позже вернулся на канал.
В октябре 2013 года внимание прессы, в том числе и международной, привлекло высказывание Уткина в адрес президента Беларуси Александра Лукашенко. «Я бы хотел начинать каждый свой день с макания его головой в унитаз. Это было бы гарантией прекрасного настроения до глубокого вечера», — сказал Уткин на онлайн-конференции Sports.ru.
В октябре 2013 года на сайте Sports.ru появилось интервью бывшего комментатора телеканала «НТВ-Плюс» Олега Пирожкова, озаглавленное «Уткин схватил рюмку водки и плеснул мне в лицо». Этот конфликт стал «одним из самых резонансных в истории спортивного телевидения». Спустя некоторое время Уткин объявил о прекращении сотрудничества со Sports.ru. По мнению издания Lenta.ru, претензии Уткина связаны именно с этой публикацией.
22 сентября 2015 года в своём твиттере написал: «Из нового жизненного опыта: футбольным клубом „Астана“ руководят пердятлы. Не советую верить и строить планы. С пердятлами только так!», в связи с разногласиями с руководством команды. Это повлекло череду перепалок с клубом, вплоть до того, что аккаунт Уткина был взломан.
9 декабря 2015 года в сонном состоянии комментировал встречу Лиги чемпионов УЕФА 2015/2016 годов между леверкузенским «Байером» и «Барселоной» в прямом эфире на канале «Матч! Футбол 3». Рядом источников этот эпизод из телеэфира 9 декабря указывался как возможная причина отстранения Уткина от ведения трансляций на «Матч ТВ» и первым из цепочки событий, приведшей к его уходу из телеканала. В ответ на обвинения комментатор заявил о том, что последнее время страдает хроническим расстройством сна.
Уткин также неоднократно позволял себе публичные антиукраинские и шовинистические высказывания: в феврале 2011 года он высказывался об украинском языке как «южнорусском диалекте русского языка», не являющемся самостоятельным языком. В феврале 2019 года в споре с журналистом Александром Невзоровым в прямом эфире программы «Паноптикум» на «Дожде» Уткин заявил, что «украинское государство является бессмысленной структурой на протяжении многих лет» и что ему всегда был присущ некий «тупизм».
В 2017 году в эфире радиостанции «Эхо Москвы», комментируя решение суда по делу «Хабаровских живодёрок», признался, что ему самому «…неоднократно случалось топить котят».
В июле 2018 года резонанс вызвало высказывание Уткина о хорватском футболисте Домагое Виде, который на видео для друзей после матча с россиянами высказался «в поддержку Украины».

Вы когда-нибудь слышали о человеке по имени Домагой? Знаете, что это за имя? Это имя хорватского князя, который правил Хорватией в 876 году. Представляете себе, какая у человека травма с самого детства? Если бы вас назвали Гостомыслом, вы бы любили окружающий вас мир, вы бы не хотели отомстить родителям и всему миру?

Затем он охарактеризовал футболиста непечатным словом и отметил, что не изменит своих симпатий к сборной Хорватии из-за Виды. На фоне возникшей критики Уткин чуть позже заявил, что использование матерного слова по отношению к хорвату не может называться шовинизмом и русским национализмом. За свои высказывания, сочтённые шовинистическими, в течение первой половины 2018 года подвергся резкой критике со стороны комментатора украинских телеканалов «Спорт-1» и «Спорт-2» Дениса Босянка и комментатора канала 2+2 Вадима Скичко.

#### Судебное разбирательство с ЦСКА
Статья Уткина «„Игры, которые мы заслужили“. Послесловие к телевизионному диспуту с президентом ЦСКА и премьер-лиги Евгением Гинером» вышла в газете «Советский спорт» 10 ноября 2006 года — через 12 дней после матча «Ростов» — ЦСКА, закончившегося победой армейцев со счётом 2:1. В ней автор открыто заявил, что считает матч договорным. В частности, в ней говорилось, что «никогда и нигде на угловых обороняющаяся команда не забывает из раза в раз от трёх до пяти неприкрытых соперников в собственной вратарской. Случай из ряда вон выходящий».
Статья вызвала неоднозначную реакцию, в результате чего ПФК ЦСКА пообещал подать в суд на издание, если в трёхдневный срок газета не дала бы опровержение сведений, содержащихся в статье. «Советский спорт» в официальном письме президенту ЗАО «ПФК ЦСКА» Евгению Гинеру сослался на статью № 47 Закона РФ «О средствах массовой информации», в которой говорится, что «журналисту гарантированы права высказывать и излагать свои мнение, оценку, точку зрения и комментарии к событиям (фактам) в материалах, идущих за его подписью».
В итоге иск был подан, а своё решение суд вынес 21 февраля 2007 года. Арбитражный суд города Москвы обязал «Советский спорт» опровергнуть информацию о том, что матч был договорным, а также заплатить государственную пошлину в размере двух тысяч рублей.
В ответ на это Уткин и «Советский спорт» подали апелляцию, и 10 мая 2007 года арбитражный апелляционный суд постановил отменить первоначальное решение арбитражного суда и в полном объёме отказать клубу ЦСКА в поданном иске. Также ЦСКА предписано выплатить судебные издержки в размере одной тысячи рублей в пользу закрытого акционерного общества «Издательский дом „Советский спорт“» и одной тысячи рублей в пользу Уткина.

#### Скандал с Тиной Канделаки
22 июля 2015 года стало известно, что Тина Канделаки станет генеральным продюсером телеканала «Матч ТВ». Она сказала, что «будет строить новую спортивную редакцию с нуля». Это высказывание задело главного редактора спортивных каналов «НТВ-Плюс» Василия Уткина, который заявил, что для него это унизительно, поскольку 20 лет он потратил впустую. 11 августа Уткин заявил, что «работать под руководством Канделаки унизительно», припомнив ей также сказанное в его адрес слово «жиробас» и объявив о своём уходе с поста главного редактора спортивных каналов «НТВ-Плюс». Однако он заявил о возможности сотрудничества, назвав свои условия.
13 августа 2015 года Уткин и Канделаки стали жертвами телефонного розыгрыша со стороны пранкера Вована.
27 сентября того же года Уткин появился в проморолике телеканала вместе с енотом, тем самым согласившись работать с Тиной Канделаки.

#### Скандал с Владимиром Соловьёвым
12 апреля 2020 года Василий Уткин в эфире программы «Паноптикум» на телеканале «Дождь» в связи с пандемией COVID-19 сообщил, что такое государство, как Россия, ему не нужно. Уткин также заявил, что и без санкции государства мог бы отсидеться дома во время пандемии. В ответ на это замечание Владимир Соловьёв назвал Уткина психически больным человеком, слова которого не могут дискредитировать российское государство. В ответ на это 15 апреля Василий Уткин обратился к Соловьёву с предложением провести очный «баттл» в виде словесного боя, назвав его «педерастической обезьяной». Соловьёв отказался от участия в «баттле».

## Нападения
Осенью 2001 года на Уткина было совершено нападение — неизвестный сзади дважды ударил журналиста заточкой в спину. Раны оказались не смертельными, так как не были задеты жизненно важные органы.
3 апреля 2019 года неизвестный брызнул журналисту в лицо из баллончика с хлорацетофеноном и скрылся. Уткин сообщил, что «есть два человека, которым захотелось бы это провернуть», о них он рассказывал в своей программе «Футбольный клуб» на YouTube. Речь идёт о главном тренере сборной России по футболу Станиславе Черчесове, который, по информации журналиста, влияет на игроков с помощью юриста Алана Агузарова, племянника бывшего главы Северной Осетии Тамерлана Агузарова.

## Профессиональная деятельность

### Телевидение
- Политбюро (1992—1993, 1-й канал Останкино), редактор[223]
- Футбольный клуб (1994—2012, с перерывами, НТВ, ТНТ, НТВ-Плюс Футбол)
- Свободный удар (1999—начало 2000-х годов, НТВ-Плюс Футбол), ведущий
- Земля-воздух (2001—2002, ТВ-6)
- Ночной разговор (2002, НТВ-Плюс Спорт)[224]
- Постскриптум. Чемпионат мира по футболу 2002 (2002, НТВ-Плюс Футбол), ведущий
- Новости спорта (2002—2003, ТВС)[225]
- Тушите свет! (4 декабря 2002, ТВС), ведущий одного выпуска
- Николай Озеров. Главная роль (2002, ТВС), автор и ведущий документального фильма[226]
- Личный вклад (2003—2004, НТВ), корреспондент[132]
- Голод (2003—2005, ТНТ)[227][228][229]
- Хоббиты (2004, НТВ)[230]
- Капитал (2006, ТНТ)[231]
- Футбольный клуб. Первый дивизион (2007—2010, НТВ-Плюс Футбол)
- Наш футбол (2007, НТВ)[232]
- Стенка на стенку (2007, Первый канал)[233]
- Три репортёра (2011—2014, НТВ-Плюс Футбол)[234]
- История российского юмора (2013, СТС)[235]
- Голеностоп-шоу (2013, НТВ-Плюс Наш футбол)
- Большой вопрос (2014—2015, СТС)
- Все на матч! (2015—2016, Матч ТВ)
- Рио ждёт (2015, Матч ТВ)
- Спорт с Василием Уткиным (2017—2018, РБК-ТВ)
- Утро Пятницы (2017, Пятница!), ведущий авторской рубрики «Уткин в яблоках»[236]
- Паноптикум (2019—2020, Дождь), оппонент Александра Невзорова (заменил Станислава Белковского)[237]

### Радио
- «Футбольный клуб» (2000—2022, «Эхо Москвы»)
- «Утренний разворот» (2008—2010, 2014—2015, 2017—2018, «Эхо Москвы»)
- «Русский бомбардир» (2010—2014, «Эхо Москвы»)
- «Бомбардиры» (2017—2020, «Эхо Москвы»)

### Книги
- Василий Уткин. Играйте в футбол! Записки спортивного комментатора. — «Амфора», ISBN 978-5-367-00789-3; 2008. — 312 стр. — 5000 экз.[238]
- Василий Уткин. Суета вокруг мяча. Записки спортивного комментатора. — «Амфора», ISBN 978-5-367-00822-7; 2008. — 320 стр. — 5000 экз.[238]

## Актёрские работы

### В театре
Исполнял роль кандидата в губернаторы Игоря Цаплина в спектакле «День выборов» «Квартета И».

### На ТВ
Участвовал в телешоу «Русская рулетка» на Первом канале (выпуск от 12 июля 2004 года).
В 2009 году снимался в развлекательном шоу-интервью «Кто здесь звезда?» на канале РЕН ТВ (показ состоялся в мае 2011 года).
В 2010 году снялся в роли Александра Невского в телепередаче «Большая разница», также принял участие в одном выпуске проекта «Южное Бутово».
В 2018 году принял участие в импровизационном шоу «Слава Богу, ты пришёл!» на СТС.

### Фильмография
| Год  |   | Название              | Роль                                                     |
| ---- | - | --------------------- | -------------------------------------------------------- |
| 2007 | ф | День выборов          | Игорь Владимирович Цаплин, кандидат в губернаторы        |
| 2010 | ф | О чём говорят мужчины | камео в программе «100 умных мыслей от 100 умных мужчин» |
| 2012 | ф | Пока ночь не разлучит | посетитель ресторана                                     |
| 2016 | ф | День выборов 2        | Игорь Владимирович Цаплин, действующий губернатор        |
| 2019 | с | Трудные подростки     | спортивный обозреватель                                  |

### В клипах
- 2003 — Рома Жуков — Первый снег — водитель лимузина
- 2016 — Биртман — Человек-говно — танцующий прохожий[244]

### Дубляж
- 2004 — Зоо-олимпиада / BBC Animal Games — закадровый голос, в паре с Виктором Гусевым[245]
- 2018 — Ральф против интернета — Двойной Дэн[246]

### Озвучивание
- 2009 — Сапсан (мультфильм) — Утка
- 2016 — Вся жизнь в перчатках 3 (документальный) — читает текст[247]
- 2016 — Яндекс.Навигатор[248]

Также часто озвучивал рекламные ролики.